# Li Meng-jang
Li Meng-jang (čínsky pchin-jinem Lǐ Mèngyáng, znaky zjednodušené 李梦阳, tradiční 李夢陽, 1475–1529) byl čínský básník, spisovatel a literární teoretik působící v říši Ming. Vedl archaizující hnutí fu-ku, návratu k minulosti, jako nejpřednější ze „starších sedmi mingských mistrů“.

## Jména
Li Meng-jang používal zdvořilostní jméno Sien-ťi (čínsky pchin-jinem xiànjí, znaky zjednodušené 献吉, tradiční 獻吉) a pseudonym Kchung-tchung (čínsky pchin-jinem Kōngtóng, znaky 空同).

## Život
Li Meng-jang pocházel z Čching-jangu v provincii Šen-si (v moderní provincii Kan-su). Pocházel ze skromných poměrů, z obchodnické rodiny, v níž teprve generace jeho děda získala vzdělání.
Vzdělával se v konfuciánském učení, absolvoval úřednické zkoušky a roku 1493 v Pekingu složil i jejich nejvyšší stupeň, palácové zkoušky. Nepřijal však úřad, neboť držel smutek za zemřelé rodiče. Až roku 1498 se vrátil do Pekingu a nastoupil úřednickou kariéru. V Pekingu se zapojil do literárních kruhů kolem Li Tung-janga, předního básníka a kritika (a zkoušejícího roku 1493). Jeho otevřenost a přímost se projevila jak v básnické tvorbě a teoretických názorech, vyzdvihujících přirozenost formy, tak i v jeho úřední činnosti, v níž ho nebojácná kritika korupce opakovaně stála kariéru a vynesla mu čtyři zatčení.
Poprvé se ve vězení ocitl roku 1505, kdy se připojil k obvinění císařovnina mladšího bratra z korupce. Roku 1507 se dostal do konfliktu se skupinou hodnostářů kolem mocného eunucha Liou Ťina a byl opět odvolán z úřadu. Vrátil se po pádu Liou Ťina, roku 1511, ale už po čtyřech letech byl opět odvolán. Zbytek života strávil v soukromí, v letech 1521–1522 byl vězněn.

## Umělecké názory
Za svého pobytu v Pekingu v letech 1498–1507 byl Li Meng-jang vůdčí postavou skupiny sedmi dřívějších mingských mistrů, kam patřili ještě Che Ťing-ming, básník Pien Kung, dramatik Kchang Chaj, básník a dramatik Wang Ťiou-s’, Wang Tching-siang, jediný ze sedmičky s dlouhou a úspěšnou kariérou, a básník Sü Čen-čching. Kolem Li Meng-janga se ovšem pohybovala i řada dalších literátů.
Li Meng-jang byl žákem Li Tung-janga a Jang I-čchinga, vedoucích představitelů hnutí za nahrazení kabinetního stylu poezií silněji vyjadřující osobní cítění a snažících se o dokonalost formy. Li Meng-jang rozšířil jejich program o snahu po napodobení stylu mistrů minulosti, prozaiků čchinské a chanské doby, v poezii si za vzor bral vrcholné tchangské období, zejména básně Tu Fua, následujíce tak názor jihosungského Jen Jüa. Dosavadní mingskou „kabinetní“ poezii Li Meng-jang odmítal jako sice stylisticky vytříbenou, ale bez výrazu. Emoce a živost proto hledal v lidových písních a zajímal se i o drama. Mimo jiné údajně vyzdvihl mezi kanonické hry Příběh ze západního křídla kláštera jüanského dramatika Wang Š’-fua. Ne zcela obvyklé jsou i jeho živé epitafy, biografie a eseje o obchodnících, jinak mimo zájem vzdělanců (pozornost ke světu obchodníků zřejmě souvisela s jeho původem).
V básnických proudech tehdejší doby stál mezi Li Tung-jangem, který napodobování minulosti odmítal a usiloval o formální dokonalost básní, a svým žákem Che Ťing-mingem, který považoval napodobování mistrů za užitečné cvičení, ale pro vlastní tvorbu ho měl za příliš svazující a dával přednost individuálnímu básnickému výrazu. Li Meng-jang proti němu argumentoval, že dokonalá znalost technik mistrů minulosti dává básníku prostředky pro vyjádření čehokoliv bez omezení formy a že význam vzorů je v pochopení vrozených principů lidské existence, porozumění sobě samému. Hledání vrozených principů lidství ho sbližovalo s Wang Jang-mingem, k jehož nejlepším přátelům patřil a s nímž sdílel zájem o poezii, i politické a filozofické postoje. Wang Jang-mingovo učení o důležitosti soustředění se na vlastní mysl, sebezpytování a poznání své přirozenosti, totiž souznělo s Li Meng-jangovým hledáním vskutku živé a citově plné poezie.